# Festival de la Canción de AfriMusic
El Festival de la Canción de AfriMusic (en inglés AfriMusic Song Contest; en francés Concours AfriMusic de la Chanson) es un concurso en línea de carácter anual, en el que participan intérpretes representantes de algunas de las 55 naciones del continente africano, todas elegibles. Cada artista y o compositor que resida permanentemente en un país africano podrá participar en el concurso con una canción original, la cual se seleccionará a través de un proceso de selección nacional votado por el público y un panel de jueces.
Inspirado en el Festival de la Canción de Eurovisión, AfriMusic tiene el objetivo de actuar como una contraparte africana de los concursos de canciones continentales, como Eurovisión, y es la primera, y más grande, plataforma de música de su tipo en el continente, creada con la idea de consolidar la escritura de canciones en la industria de la música africana para reconocer los talentos detrás de los éxitos, y así además promover la identidad panafricana y el sentido de unión.
Se celebró por primera vez en el 2018, edición en la que Esuatini obtiene la primera victoria de la historia del concurso con la canción «Sengikhona», de la cantante Symphony. Seguidamente, la segunda edición del evento, celebrada en 2019, fue ganada por la cantante Nonzwakazi, de Sudáfrica, con la canción «Phakama Mbokodo». Actualmente, el concurso se ejecuta en plataformas digitales, dando la posibilidad a diferentes escritores y artistas de los países de África de inscribir sus canciones y participar. Para la tercera o cuarta edición, los organizadores declaran que su objetivo es ejecutar la Final del concurso en forma de un programa de televisión en vivo, alojado en el país ganador del año anterior, además con la implementación de votación por SMS y en línea.

## Orígenes
Con anterioridad al lanzamiento del Festival de la Canción de AfriMusic, existieron varios intentos de realizar un concurso de música en el continente africano. El primer intento fue mediante el concurso llamado The Song of Africa, una versión africana del Festival de la Canción de Eurovisión y autorizada por la Unión Europea de Radiodifusión (UER), la cual fue planeada para ser lanzada el día 25 de mayo de 2011 en la ciudad de Johannesburgo, Sudáfrica, y con la participación estimada de entre nueve y diez países del África subsahariana. El costo estimado de este concurso rondaba entre los 15 y 20 millones de rands sudafricanos ($1.7-2.3 millones). Finalmente, la realización del concurso fue cancelada debido a sus altos costos.
Posteriormente, en diciembre de 2014, comenzó la planificación de un concurso llamado Africa Song, en inglés, o Le Chant De L'Afrique, en francés, y cuyo organizador fue el grupo Africa Song Holdings Limited, con sede en Mauricio. Se planificó que cada país participante realizaría una selección nacional para escoger una canción que los representara. Se planeó también que la final del concurso se llevaría a cabo mediante una producción televisiva de primer nivel, que consistiría en presentaciones en vivo de las canciones seleccionadas por cada país, así como el Festival de Eurovisión. Nueve países confirmarían su participación en el concurso: Benín, Burundi, República Democrática del Congo, Ghana, Madagascar, Nigeria, República del Congo, Ruanda y Zambia, y otros diez expresaron su interés inicial en la competencia. Eventualmente fue cancelado debido a la falta de fondos.
Por último, un concurso llamado All Africa Song Contest estaba previsto a ser alojado en la ciudad de Adís Abeba, Etiopía, en 2015. Fue inicialmente organizado por Kush Communications, compañía de producción con sede en Londres y dirigida por Zeinab Badawi. Se suponía que cada país de África sería representado por un cantante seleccionado por su Ministerio de Cultura respectivo, y el programa contendría cinco eliminatorias con canciones presentadas en forma de un video pregrabado y una final en vivo. Las canciones de Botsuana, Gambia, Guinea-Bisáu, Malaui, Ruanda, Somalia, Sudán del Sur y Esuatini fueron elegidas para la competencia, la cual se dice que habría contado con el respaldo de la UNESCO, la Unión Africana, y patrocinada por Coca-Cola desde su etapa inicial.
Los estados árabes de África tuvieron previamente la oportunidad de participar en el llamado Festival de la Canción Árabe, organizado por la ASBU, que se celebró en su sede en Túnez cada dos años desde el 2001 y  hasta 2013, y que previsto para una nueva edición en 2019. En 2008, la UER anunció la firma de un acuerdo para licenciar el formato del Festival de Eurovisión a la compañía Nibras Media de Riad, Arabia Saudita, que se suponía debía producir en sociedad con Tanweer Group de Dubái, Emiratos Árabes Unidos, un equivalente del Festival de Eurovisión para el Medio Oriente y el norte de África llamado Arabian Vision, con una posible participación de ocho o nueve radiodifusoras de la región.
Argelia, Egipto, Marruecos y Túnez actualmente cuentan con radiodifusoras asociadas a la UER, lo cual las hace elegibles para el Festival de la Canción de Eurovisión. Marruecos ha sido el único país de la región y del continente en participar en Eurovisión, esto en 1980, mientras que artistas de países como Benín, Camerún, Sudán, Túnez y Zambia han participado en varios festivales de la canción como el Festival de la Canción de la UAR.

## Formato
Al iniciar el evento en agosto de 2017, los organizadores prometieron que el festival sería "una maravillosa integración de estilos musicales, culturas y etnias que reflejen la diversidad y los diferentes estilos dentro del continente africano" y que "proporcionen a los escritores de canciones ya establecidos y o aspirantes la plataforma para mostrar lo mejor de su trabajo",  esto con el objetivo principal de seleccionar a la "mejor canción de África" y de "destacar los mejores compositores de  continente"; otro objetivo es también el establecimiento de "una plataforma que educará, motivará y hará crecer la industria musical en África a través de su música, sesiones de sala y programas de educación industrial". El concurso se compone de cinco etapas:
- Pre-inscripción: Los compositores o artistas interesados deben completar los formularios de preinscripción con sus datos de contacto para obtener los reglamentos oficiales (disponibles en inglés, francés y portugués) y las instrucciones de envío.
- Inscripción: Los compositores o artistas interesados deben enviar digitalmente su totalidad de datos, incluyendo: canción completa, pista solo vocal, pista instrumental, letra de la canción, video musical de la canción (si es disponible), imágenes profesionales y la biografía del artista, compositores de la canción, consentimiento por escrito tanto del artista como de los compositores de las reglas del concurso y una carta del despacho del sello discográfico del artista (si está enlazado a alguno).
- Revisión: El comité ejecutivo del concurso revisa todas las canciones inscritas para asegurarse de que cumplan con las reglas. Se pueden presentar un máximo de 20 canciones por cada país participante.
- Selecciones nacionales o regionales: Las canciones inscritas en la competencia se publican en sus plataformas digitales en forma de videos musicales, y son evaluadas por los paneles de expertos del jurado y el voto del público. Cada jurado de expertos nacionales o regionales, formado por el comité ejecutivo del concurso, debe incluir de tres a cuatro miembros clave de la industria musical del continente africano y a un experto internacional o miembro de la comunidad de Eurovisión. Si bien cualquier miembro del público interesado de cualquier parte del mundo puede votar por cualquier canción en cualquier Selección Nacional o Regional, el jurado de expertos correspondiente vota solamente en su Región preestablecida.
- Final: Un número predeterminado (aproximadamente 20) de participantes compiten en la Final y son juzgados de manera similar por un jurado de expertos y por el público. El resultado de cada canción se calcula primero por separado: la canción que recibe la mayoría de los votos públicos o del jurado respectivamente obtiene 12 puntos, la segunda más alta, 10 puntos, la tercera, 8 puntos, etc, lo que hace que los puntos nulos sean imposibles en AfriMusic. Luego se calcula un promedio del puntaje de votación del jurado y el puntaje de la votación del público para determinar al ganador. En caso de empate, prevalecerá la votación pública.

### Elegibilidad
Las canciones elegibles deberán ser originales, no haber sido publicadas comercialmente y que no superen los 4.5 minutos de duración. Los artistas deberán tener al menos 18 años de edad y ser ciudadanos o residentes permanentes en el país participante (cualquiera de los 54 países soberanos de África o parcialmente reconocidos como Sahara Occidental, ya que no dependen de la membresía de la Unión Africana de Radiodifusión). Si nació en otro país y califica para la doble ciudadanía, un artista puede participar en el concurso que representa el país de origen familiar. Cada compositor puede ingresar hasta 3 canciones. No se permiten canciones con letra de carácter político, con lenguaje inaceptable o con mensajes que promocionen a cualquier organización o institución.

## Participación

Mapa que muestra los países debutantes en el Festival de AfriMusic por año.
2018
2019
2020

Veintiséis países han participado en la final del Festival de la Canción de AfriMusic desde su comienzo en 2018, o sea, que lograron pasar la fase de Selección Nacional o Regional. De estos, dos han ganado el festival. Hasta el año 2019 inclusive, han sido inscritas un total de 131 canciones, de las cuales 39 pasaron la fase de Selección Nacional o Regional y clasificaron a la Final. Aparte de los veintiséis países que pasaron la selección, otros 5 países inscribieron canciones en alguna edición del concurso pero no han logrado clasificar a la Final, entre ellos: Guinea Ecuatorial, Liberia, Marruecos, Namibia y Senegal.
A continuación se listan según el año en el que hicieron su debut, o sea, que al menos una canción haya pasado el proceso de Selección Nacional o Regional:
| Año  | Países según su debut |
| ---- | --- |
| 2018 | Botsuana, Camerún, República Centroafricana, Chad, Costa de Marfil, República Democrática del Congo, Egipto, Eswatini, Etiopía, Gabón, Ghana, Guinea, Mozambique, Nigeria, República del Congo, Sudáfrica, Sudán del Sur, Tanzania, Zimbabue |
| 2019 | Malaui, Ruanda, Zambia |
| 2020 | Burundi, Kenia, Túnez, Uganda |

### Ganadores

Mapa de ganadores del Festival de la Canción de AfriMusic.

De las tres ediciones del concurso llevadas a cabo hasta la fecha, ha habido ganadores de tres países africanos: Esuatini, Sudáfrica y Nigeria. La siguiente tabla muestra la lista de ganadores y países participantes en el concurso:
| Año  | Sede        | Participantes | Participantes | Ganador   | Canción           | Intérprete           | Idioma          | Puntos | Segundo lugar | Fecha               |
| Año  | Sede        | Canciones     | Países        | Ganador   | Canción           | Intérprete           | Idioma          | Puntos | Segundo lugar | Fecha               |
| ---- | ----------- | ------------- | ------------- | --------- | ----------------- | -------------------- | --------------- | ------ | ------------- | ------------------- |
| 2018 | Solo Online | 19            | 19            | Eswatini  | «Sengikhona»      | Symphony             | Suazi e inglés  | 10     | Camerún       | 29 de mayo de 2018  |
| 2019 | Solo Online | 20            | 10            | Sudáfrica | «Phakama Mbokodo» | Nonzwakazi           | Zulú e inglés   | 10     | Mozambique    | 12 de abril de 2019 |
| 2020 | Solo Online | 30            | 15            | Nigeria   | «Yèmi»            | Dhortune ThatOndoBoy | Yoruba e inglés | 12     | Nigeria       | 27 de abril de 2020 |

#### Por país
| Victorias | País      | Años |
| --------- | --------- | ---- |
| 1         | Eswatini  | 2018 |
| 1         | Sudáfrica | 2019 |
| 1         | Nigeria   | 2020 |

## Festival de la Canción de AfriMusic 2018
El Festival de la Canción de AfriMusic 2018 fue la edición inaugural del anual Festival de la Canción de AfriMusic y se celebró entre los días 15 y 29 de marzo de 2018. En esta edición del festival participaron un total de 19 naciones del continente africano. El ganador de la edición 2018 fue Esuatini con la canción «Sengikhona» interpretada por Symphony, obteniendo así el título de la primera ganadora de toda la historia del festival. Un total de 2 325 459 votos del público fueron recibidos en esta edición a través de todos los países participantes.
La fase de preinscripción en esta edición tuvo lugar del día 3 de agosto al 3 de octubre de 2017, siendo Ruanda el primer país en inscribir oficialmente una canción al concurso. La fase de inscripción de canciones se extendió del 1 de noviembre de 2017 al 5 de enero de 2018.

### Países participantes
En su primera edición, 2 950 artistas de 41 países de todo el continente africano se inscribieron para participar en el concurso. Después de un proceso de investigación, un total de 81 artistas de 19 países llegaron a la fase de Selecciones Nacionales. Los votos del público y el panel de jueces de AfriMusic combinados dieron como resultado la selección de 19 países, Botsuana, Camerún, Costa de Marfil, República Democrática del Congo, Egipto, Etiopía, Gabón, Ghana, Guinea, Mozambique, Nigeria, República Centroafricana, República del Congo, Sudáfrica, Esuatini (Suazilandia), Tanzania y Zimbabue, para participar en la Final del concurso.
También se recibieron dos entradas de compositores estadounidenses, quienes, de acuerdo con las reglas, debían encontrar artistas africanos para interpretar sus canciones. Sin embargo, después del período oficial de presentación y verificación, el número de países participantes se redujo a 19.
Los siguientes países clasificaron a la Final después del periodo de Selecciones Nacionales:
| - Botsuana (1) - Camerún (11) - Chad (2) - Costa de Marfil (3) - Egipto (3) - Eswatini (2) - Etiopía (1) | - Gabón (7) - Ghana (5) - Guinea (1) - Mozambique (2) - Nigeria (6) - República Centroafricana (2) - República Democrática del Congo (6) | - República del Congo (5) - Sudáfrica (14) - Sudán del Sur (4) - Tanzania (3) - Zimbabue (4) |

Otros países, entre ellos Argelia, Angola, Benín, Burundi, Guinea-Bisáu, Kenia, Lesoto, Liberia, Libia, Madagascar, Malaui, Malí, Marruecos, Namibia, Ruanda, Senegal, Sierra Leona, Somalia, Sudán, Togo, Túnez, Uganda y Zambia presentaron canciones pero estas no fueron aceptadas por el concurso.
La fase de Selecciones Nacionales se dio entre los días 24 de enero y 1 de marzo de 2018 para determinar la mejor canción de cada país para proceder a la Final. Los finalistas fueron revelados el 15 de marzo y la fecha para la votación final fue establecida para el 29 de marzo.

### Final
| País TV                  | Título                    | Artista                 | Público | Jurado | Promedio | Puesto |
| País TV                  | Título                    | Idioma                  | Público | Jurado | Promedio | Puesto |
| ------------------------ | ------------------------- | ----------------------- | ------- | ------ | -------- | ------ |
| Botsuana                 | «Coloured Skin»           | Feine                   | 7       | 7      | 7        | 4      |
| Botsuana                 | «Coloured Skin»           | Inglés                  | 7       | 7      | 7        | 4      |
| Camerún                  | «Stop»                    | Ingrid White            | 6       | 11     | 8,5      | 2      |
| Camerún                  | «Stop»                    | Inglés                  | 6       | 11     | 8,5      | 2      |
| República Centroafricana | «Wali Ti Mbi»             | Hybrid                  | 1       | 6      | 3,5      | 12     |
| República Centroafricana | «Wali Ti Mbi»             | Francés y sango         | 1       | 6      | 3,5      | 12     |
| Chad                     | «Sincérité»               | Stev'N-T                | 8       | 1      | 4,5      | 9      |
| Chad                     | «Sincérité»               | Francés                 | 8       | 1      | 4,5      | 9      |
| Costa de Marfil          | «Juste en peu»            | CCI Studio Orchestre    | 12      | 1      | 6,5      | 5      |
| Costa de Marfil          | «Juste en peu»            | Francés e inglés        | 12      | 1      | 6,5      | 5      |
| República Dem. del Congo | «Africa»                  | Litho Ngonga            | 10      | 1      | 5,5      | 8      |
| República Dem. del Congo | «Africa»                  | Inglés                  | 10      | 1      | 5,5      | 8      |
| Egipto                   | «In a Fit of Remorse»     | Nadya Shanab            | 1       | 8      | 4,5      | 10     |
| Egipto                   | «In a Fit of Remorse»     | Inglés                  | 1       | 8      | 4,5      | 10     |
| Etiopía                  | «Almeshem»                | Pamfalon                | 1       | 1      | 1        | 18     |
| Etiopía                  | «Almeshem»                | Amhárico e inglés       | 1       | 1      | 1        | 18     |
| Gabón                    | «Saint Graal»             | SAN                     | 9       | 3      | 6        | 6      |
| Gabón                    | «Saint Graal»             | Francés                 | 9       | 3      | 6        | 6      |
| Ghana                    | «Together»                | Erastus                 | 5       | 2      | 3,5      | 11     |
| Ghana                    | «Together»                | Inglés                  | 5       | 2      | 3,5      | 11     |
| Guinea                   | «Courbée Courbée»         | Exploss                 | 1       | 4      | 2,5      | 15     |
| Guinea                   | «Courbée Courbée»         | Francés                 | 1       | 4      | 2,5      | 15     |
| Mozambique               | «Mon Amour»               | Jay Cudz                | 1       | 5      | 3        | 13     |
| Mozambique               | «Mon Amour»               | Portugués y francés     | 1       | 5      | 3        | 13     |
| Nigeria                  | «Jesu Me Yo We»           | Earl J.                 | 4       | 1      | 2,5      | 14     |
| Nigeria                  | «Jesu Me Yo We»           | Inglés y yoruba         | 4       | 1      | 2,5      | 14     |
| República del Congo      | «Peine et Tristesse»      | Emma Ferron             | 1       | 1      | 1        | 17     |
| República del Congo      | «Peine et Tristesse»      | Francés                 | 1       | 1      | 1        | 17     |
| Sudáfrica                | «Secondhand Narcotics»    | Kylie Unsworth          | 2       | 10     | 6        | 7      |
| Sudáfrica                | «Secondhand Narcotics»    | Inglés                  | 2       | 10     | 6        | 7      |
| Sudán del Sur            | «Party Time»              | Samse Sam               | 1       | 1      | 1        | 16     |
| Sudán del Sur            | «Party Time»              | Inglés, árabe y lingala | 1       | 1      | 1        | 16     |
| Suazilandia              | «Senghikona»              | Symphony                | 11      | 9      | 10       | 1      |
| Suazilandia              | «Senghikona»              | Suazi e inglés          | 11      | 9      | 10       | 1      |
| Tanzania                 | «Africa Let Us Celebrate» | Zamangwa                | 1       | 1      | 1        | 19     |
| Tanzania                 | «Africa Let Us Celebrate» | Inglés                  | 1       | 1      | 1        | 19     |
| Zimbabue                 | «Close To Me»             | Nina Watson             | 3       | 12     | 7,5      | 3      |
| Zimbabue                 | «Close To Me»             | Inglés                  | 3       | 12     | 7,5      | 3      |

### Ganador
Tras la votación, Zanele 'Symphony' Cele, representante de Esuatini con su canción «Sengikhona» (interpretada en Suazi e Inglés y traducida como "Estoy Aquí) fue declarada ganadora con un total de 10 puntos el día 30 de marzo, colocándose así como la primera victoria del país y de todo el concurso en su historia. 
Como parte del premio, Symphony fue invitada a asistir al Festival de la Canción de Eurovisión 2018 en Lisboa, Portugal. El evento oficial de despedida fue organizado por el ministro de Deportes, Cultura y Asuntos de la Juventud de Suazilandia, David Ngcamphalala. Durante la semana de Eurovisión en Lisboa, Symphony apareció en las sedes oficiales de la competición y además realizó un dueto con la 4 veces participante de Eurovisión Valentina Monetta; también fue capaz de conocer y saludar a la ganadora del festival, Netta Barzilai. En el día de la Gran Final, Symphony se presentó en la Praça do Comércio frente a 20 000 personas en un concierto transmitido en vivo por la emisora portuguesa RTP.
Aparte de la canción ganadora, se anunciaron otros dos ganadores de los premios especiales:
- Premio de la Francofonía (Premio a la mejor letra en Francés):  Stev'N-T, «Sincérité» [39]

- Premio a la mejor letra en Inglés:  Symphony, «Sengikhona» [40]

## Festival de la Canción de AfriMusic 2019
El Festival de la Canción de AfriMusic 2019 fue la segunda edición del anual Festival de la Canción de AfriMusic y se celebró entre los días 29 de marzo y 12 de abril de 2019. En esta edición del festival participaron un total de 10 naciones del continente africano. El ganador de la edición fue Sudáfrica con la canción «Phakama Mbokodo» interpretada por Nonzwakazi, dándole así la primera victoria a su país. Un total de 2 651 162 votos del público fueron recibidos en esta edición a través de todos los países participantes.
Para esta segunda edición del festival, existían planes que incluían al Reino de Esuatini como sede del concurso, sin embargo, el país se retiró de esta posibilidad. La fase de preinscripción en esta edición tuvo lugar del día 1 de septiembre hasta el 13 de octubre de 2018. La fase de inscripción de canciones se extendió del 1 de diciembre de 2018 hasta el 5 de enero de 2019. A la competencia se unieron Malaui, Ruanda, Senegal y Zambia.

### Países participantes
La lista oficial de países participantes se publicó en el sitio web oficial de AfriMusic el 11 de marzo, iniciando también en ese día la fase de Selecciones Nacionales. Un total de 3 502 canciones de artistas de 16 países africanos se inscribieron en el concurso, a saber, Sudáfrica, Zambia, Camerún, Costa de Marfil, Ghana, Nigeria, Mozambique, Esuatini, Botsuana, Congo, Liberia, Malaui, Ruanda, Senegal, Sudán del Sur y Togo, sin embargo, solo canciones de 13 de los 16 países clasificaron a la Final. Se aceptaron canciones de 13 países y se les permitió proceder, mientras que las canciones de Togo, Liberia y Botsuana fallaron el proceso. De las 49 canciones de 45 artistas, 16 provinieron de Ghana y 10 de Sudáfrica.
Luego de 714 810 recibidos por parte del público, 20 artistas llegaron a la Final del concurso, representando a los países de Sudáfrica, Zambia, Esuatini, Ruanda, Malaui, Ghana, Nigeria, Mozambique, Camerún y Costa de Marfil.
En comparación con la edición de 2018, en esta edición no se garantizó automáticamente la participación de todos los países en la Final: 13 países se dividieron en tres grupos de países. La fase de votación de la nueva etapa de Selecciones Regionales tuvo lugar del 11 al 25 de marzo de 2019.
| Región Oeste                                                                 | Región Central/Este                                                     | Región Sur                                                    |
| ---------------------------------------------------------------------------- | ----------------------------------------------------------------------- | ------------------------------------------------------------- |
| - Camerún (3) - Costa de Marfil (1) - Ghana (16) - Nigeria (6) - Senegal (2) | - Malaui (1) - República del Congo (1) - Ruanda (1) - Sudán del Sur (1) | - Eswatini (3) - Mozambique (3) - Sudáfrica (10) - Zambia (1) |

El 27 de marzo de 2019 se anunciaron a los 20 artistas de 10 países elegidos por el público y el panel de jueces para competir en la Final. Ghana estuvo representado por cinco canciones, seguido de Sudáfrica con cuatro y Nigeria con tres. La República del Congo, Senegal y Sudán del Sur fueron eliminados en el proceso de Selección Regional. La votación final se realizó entre el 29 de marzo y el 12 de abril de 2019. Los resultados de la votación pública se revelaron entre los días 2 y 8 de abril de 2019.

### Final
| País TV         | Título                     | Artista                           | Público | Jurado | Promedio | Puesto |
| País TV         | Título                     | Idioma                            | Público | Jurado | Promedio | Puesto |
| --------------- | -------------------------- | --------------------------------- | ------- | ------ | -------- | ------ |
| Camerún         | «Game Over»                | Joahn Lover                       | 1       | 1      | 1        | 19     |
| Camerún         | «Game Over»                | Francés e inglés                  | 1       | 1      | 1        | 19     |
| Costa de Marfil | «Merci»                    | DS Cynthia                        | 1       | 1      | 1        | 16     |
| Costa de Marfil | «Merci»                    | Francés                           | 1       | 1      | 1        | 16     |
| Ghana           | «Cross Road»               | Da Saama                          | 6       | 1      | 3,5      | 9      |
| Ghana           | «Cross Road»               | Inglés y yoruba                   | 6       | 1      | 3,5      | 9      |
| Ghana           | «Thunder Fire»             | Dee Tutu                          | 1       | 1      | 1        | 14     |
| Ghana           | «Thunder Fire»             | Inglés e inglés kru               | 1       | 1      | 1        | 14     |
| Ghana           | «Juju»                     | Efe Keyz                          | 2       | 1      | 1,5      | 12     |
| Ghana           | «Juju»                     | Inglés, inglés kru y twi          | 2       | 1      | 1,5      | 12     |
| Ghana           | «Always and Forever»       | Siboat                            | 7       | 3      | 5        | 6      |
| Ghana           | «Always and Forever»       | Inglés                            | 7       | 3      | 5        | 6      |
| Ghana           | «Hypnotize»                | SSUE                              | 12      | 1      | 6,5      | 4      |
| Ghana           | «Hypnotize»                | Inglés                            | 12      | 1      | 6,5      | 4      |
| Malaui          | «Come Thru»                | Mungo                             | 1       | 1      | 1        | 20     |
| Malaui          | «Come Thru»                | Inglés                            | 1       | 1      | 1        | 20     |
| Mozambique      | «Carlitos»                 | Jay Arghh                         | 10      | 5      | 7,5      | 2      |
| Mozambique      | «Carlitos»                 | Portugués                         | 10      | 5      | 7,5      | 2      |
| Nigeria         | «Dancehall on Fire»        | Alvan Morris                      | 1       | 1      | 1        | 18     |
| Nigeria         | «Dancehall on Fire»        | Inglés                            | 1       | 1      | 1        | 18     |
| Nigeria         | «Fun Won Tan»              | Easrel                            | 1       | 8      | 4,5      | 7      |
| Nigeria         | «Fun Won Tan»              | Inglés y yoruba                   | 1       | 8      | 4,5      | 7      |
| Nigeria         | «Oleburuku»                | Laz B                             | 1       | 1      | 1        | 13     |
| Nigeria         | «Oleburuku»                | Inglés, inglés kru, igbo y yoruba | 1       | 1      | 1        | 13     |
| Ruanda          | «Ndakubaha»                | Serge Iyamuremye                  | 1       | 7      | 4        | 8      |
| Ruanda          | «Ndakubaha»                | Kiñaruanda                        | 1       | 7      | 4        | 8      |
| Eswatini        | «Uwami»                    | Amanda Mo                         | 1       | 4      | 2,5      | 11     |
| Eswatini        | «Uwami»                    | Suazi                             | 1       | 4      | 2,5      | 11     |
| Eswatini        | «Ngik'tsandzile»           | Miss Trophy                       | 1       | 1      | 1        | 15     |
| Eswatini        | «Ngik'tsandzile»           | Suazi                             | 1       | 1      | 1        | 15     |
| Sudáfrica       | «Can We Go Back»           | Kelstar                           | 1       | 1      | 1        | 17     |
| Sudáfrica       | «Can We Go Back»           | Inglés                            | 1       | 1      | 1        | 17     |
| Sudáfrica       | «I Will Never Fight Again» | Linda Kilian                      | 5       | 6      | 5,5      | 5      |
| Sudáfrica       | «I Will Never Fight Again» | Inglés                            | 5       | 6      | 5,5      | 5      |
| Sudáfrica       | «Ho Tlaba Jwang»           | Mellow                            | 3       | 2      | 2,5      | 10     |
| Sudáfrica       | «Ho Tlaba Jwang»           | Inglés y Sesoto                   | 3       | 2      | 2,5      | 10     |
| Sudáfrica       | «Phakama Mbokodo»          | Nonzwakazi                        | 8       | 12     | 10       | 1      |
| Sudáfrica       | «Phakama Mbokodo»          | Zulú e inglés                     | 8       | 12     | 10       | 1      |
| Zambia          | «Gold»                     | Towela Kaira                      | 4       | 10     | 7        | 3      |
| Zambia          | «Gold»                     | Inglés                            | 4       | 10     | 7        | 3      |

#### Artistas que regresan
- DS Cynthia: La representante de Costa de Marfil, DS Cynthia, representó también a su país en la final de AfriMusic 2018 como parte del grupo CCI Studio Orchestre.

### Ganador
Tras la votación, Siphokazi 'Nonwakazi' Maphumulo, representante de Sudáfrica con su canción «Phakama Mbokodo» fue declarada ganadora con un total de 10 puntos el día 15 de abril. La canción, interpretada en Zulú e inglés, se traduce como "Levántate Mujer", con 'Mbokodo' que literalmente significa 'rock', una referencia a la línea de la canción de la libertad cantada en la Marcha de las Mujeres de 1956 en Sudáfrica "golpeas a las mujeres, tú golpear una roca". Como parte del premio, Nonzwakazi fue invitada a asistir al Festival de la Canción de Eurovisión 2019 en Tel Aviv, Israel, y a actuar allí en la sede oficial del concurso: Eurovision Village en el parque Charles Clore en la Gran Final el día 18 de mayo de 2019. Aparte de la canción ganadora, se anunciaron otros dos ganadores de los premios especiales:
- Premio de la Francofonía (Premio a la mejor letra en Francés):  Joahn Lover, «Game Over» [56]

- Premio a la mejor letra en inglés:  Siboat, «Always and Forever»
- Premio a la mejor letra en idioma africano:  Phakama Mbokodo, «Nonzwakazi» [57]
- Premio a la canción más internacional:  Linda Kilian, «I Will Never Fight Again» (Escrita por las suecas Ylva & Linda Persson).[58]

## Festival de la Canción de AfriMusic 2020
El Festival de la Canción de AfriMusic 2020 es la tercera edición del anual Festival de la Canción de AfriMusic y se celebrará entre los días 10 y 27 de abril de 2020. En esta edición del festival participarán un total de 30 artistas de 15 naciones del continente africano.
Inmediatamente después de la victoria de Sudáfrica en la edición de 2019, los organizadores anunciaron que estaban "trabajando duro para presentar un show en vivo de la Gran Final en Sudáfrica" para la edición 2020, sin embargo, estos planes no se implementaron nuevamente y la competencia se continuará realizándose en un formato en línea. En relación con la cancelación del Festival de la Canción de Eurovisión 2020 debido a la pandemia de COVID-19, en lugar de un viaje a Róterdam, Países Bajos, los organizadores ofrecerán una oportunidad alternativa para el ganador de la edición de 2020.

### Países participantes
El período de inscripción de canciones finalizó el 1 de febrero de 2020, y el período de Selección Regional comenzó el 20 de febrero. 113 canciones de 24 países se disputaron un lugar en la Final, un aumento de 64 canciones y 11 países con respecto al año anterior. La mayor cantidad de canciones provinieron de Ghana (18), Nigeria (20) y Sudáfrica (19). Burundi, Guinea Ecuatorial, Kenia, Liberia, Marruecos, Namibia, Túnez y Uganda inscribieron canciones elegibles por primera vez, mientras que la República Democrática del Congo, Gabón, Tanzania y Zimbabue regresaron después de un año de ausencia. La canción ganadora se revelará el 27 de abril de 2020.
No todos los países obtuvieron automáticamente un lugar en la Final; los 24 países se dividieron en cuatro grupos regionales. 20 artistas llegaron a la Final del concurso, representando a los países de Burundi, Camerún, Costa de Marfil, Ghana, Kenia, Malaui, Nigeria, República Democrática del Congo, Sudáfrica, Sudán del Sur, Uganda, Tanzania, Túnez, Zambia y Zimbabue. Por otra parte, canciones de 9 países no clasificaron de la fase de Selección Regional: Esuatini, Gabón, Guinea Ecuatorial, Liberia, República del Congo, Marruecos, Mozambique, Namibia y Senegal. Es la primera vez que Esuatini, Gabón, Mozambique y la República del Congo no clasifican a la Final desde sus debuts.
| Región Oeste                                                              | Región Este                                                                               | Región Central/Norte                                                                                  | Región Sur                                                                                              |
| ------------------------------------------------------------------------- | ----------------------------------------------------------------------------------------- | --- | --- |
| - Burundi (1) - Kenia (5) - Sudán del Sur (2) - Uganda (1) - Tanzania (5) | - Gabón (1) - Ghana (18) - Costa de Marfil (2) - Liberia (1) - Nigeria (20) - Senegal (2) | - Camerún (3) - Guinea Ecuatorial (1) - Marruecos (2) - RDC (4) - República del Congo (1) - Túnez (1) | - Eswatini (1) - Malaui (4) - Mozambique (1) - Namibia (2) - Sudáfrica (20) - Zambia (8) - Zimbabue (7) |

La fase de Selección Regional tuvo lugar entre el 20 de febrero y el 20 de marzo y la lista de los finalistas se anunció el 3 de abril. Debido a que varios participantes obtuvieron los mismos puntos en tres de las cuatro regiones, se decidió ampliar la lista de finalistas de 24 al 30. El periodo de votación de la Final durará del 10 al 25 de abril, y el ganador del festival se anunciará el 27 de abril.

### Final
| País                            | Artista              | Canción           | Público | Jurado | Promedio | Puesto |
| ------------------------------- | -------------------- | ----------------- | ------- | ------ | -------- | ------ |
| Burundi                         | Miss Erica           | In My Heart       | 1       | 7      | 4        | 9      |
| Kenia                           | Crank                | Cause You're Mine | 8       | 1      | 4,5      | 5      |
| Kenia                           | Otis Jela            | Yako              | 1       | 1      | 1        | X      |
| Sudán del Sur                   | Yuppie Jay           | Bubble It         | 1       | 1      | 1        | X      |
| Tanzania                        | Voice Prince         | Nakupenda         | 1       | 1      | 1        | X      |
| Uganda                          | Frank Magic          | Sibiwulira        | 2       | 1      | 1,5      | 16     |
| Costa de Marfil                 | Leflo Gnezale        | Reste             | 1       | 1      | 1        | X      |
| Ghana                           | EpiqMenz             | Downtown Guy      | 10      | 1      | 5,5      | 3      |
| Nigeria                         | Ayuba Tete           | Hope Song         | 1       | 5      | 3        | 11     |
| Nigeria                         | Dhortune ThatOndoBoy | Yèmi              | 12      | 1      | 6,5      | 1      |
| Nigeria                         | Dr Philz             | Butter            | 5       | 1      | 3        | 10     |
| Nigeria                         | Zinny                | Little Girls Grow | 1       | 12     | 6,5      | 2      |
| Camerún                         | Epiesco              | Nga Di Scream     | 1       | 1      | 1        | X      |
| Camerún                         | Joahn Lover          | Ticket Valide     | 1       | 1      | 1        | X      |
| Camerún                         | Liya Yoh             | Broken            | 1       | 1      | 1        | X      |
| República Democrática del Congo | Anouchka Tuluka      | Na Lela Yo        | 3       | 1      | 2        | 14     |
| República Democrática del Congo | Eddy Rug             | BlaBlaBla         | 1       | 1      | 1        | X      |
| Túnez                           | Hamza Mathcima       | Samra             | 7       | 1      | 4        | 7      |
| Malaui                          | Bamoc                | Closed Doors      | 1       | 8      | 4,5      | 6      |
| Sudáfrica                       | Jolanda Becker       | The Song of Hope  | 1       | 3      | 2        | 15     |
| Sudáfrica                       | Kenton Lee           | Echo              | 1       | 1      | 1        | X      |
| Sudáfrica                       | Leote Taylor         | Everybody         | 6       | 2      | 4        | 8      |
| Sudáfrica                       | LusiBlaq             | Emlanjeni         | 1       | 1      | 1        | X      |
| Sudáfrica                       | Mandiamakhulu        | Vukani            | 1       | 1      | 1        | X      |
| Sudáfrica                       | Presss               | African Child     | 1       | 10     | 5,5      | 4      |
| Sudáfrica                       | Thato Kashe          | Ndimilona         | 1       | 1      | 1        | X      |
| Zambia                          | Waina                | Norita            | 1       | 4      | 2,5      | 13     |
| Zimbabue                        | Simple Claude        | Marunjeya         | 4       | 1      | 2,5      | 12     |

#### Artistas que regresan
- Joahn Lover: Joahn Lover vuelve a representar a su país Camerún después de participar en la edición de 2019 con la canción «Game Over», con la cual obtuvo el decimonoveno lugar.
- Efe Keyz: La representante de Ghana, Efe Keyz, representó a su país también en la Final de la edición de 2019 con la canción «Juju», obteniendo el duodécimo lugar.

### Ganador
Tras la votación, Dhortune ThatOndoBoy representante de Nigeria con su canción «Yèmi» fue declarado ganador con un total de 12 puntos el día 27 de abril.
Los ganadores de los 4 premios especiales fueron anunciados el 23 de abril:
Mejor Canción en Inglés: Zinny (Nigeria) – "Little Girls Grow"
Mejor Canción en Francés: Miss Erica (Burundi) – "In My Heart"
Mejor Canción en Una Lengua Africana: Hamza Mathcima (Túnez) – "Samra"
EurovisionCoverage Facebook Buzz Award: Miss Erica (Burundi) – "In My Heart"